# Adriano Inácio Botelho
Adriano Inácio Botelho (Angra do Heroísmo, 12 de setembro de 1892 — Lisboa, 1 de maio de 1983) foi jornalista, militante anarquista e dirigente anarcossindicalista, membro do Comité Confederal da Confederação Geral do Trabalho (CGT) e dirigente de O Semeador, um dos mais produtivos grupos anarquistas portugueses.

## Biografia
Adriano Inácio Botelho nasceu na ilha Terceira, Açores, no seio de uma família modesta. Realizou os estudos primários em Angra do Heroísmo, cidade onde iniciou os estudos liceais, tendo frequentado os primeiros cinco anos do curso do Liceu de Angra do Heroísmo. Em  1907 foi viver para Ponta Delgada, ilha de São Miguel, onde em junho de 1909 completou os estudos liceais.
Partiu para Lisboa em outubro de 1910, onde se matriculou no curso preparatório da Escola Politécnica com o objetivo de concorrer à Escola de Guerra e iniciar uma carreira militar.
Advindo a implantação da República Portuguesa a 5 de outubro de 1910 e como os estudos não estivessem a correr bem na Escola Politécnica, em 1911 mudou-se para Coimbra, onde se matriculou no curso de Ciências da respectiva Universidade.
Ao chegar a Coimbra reencontrou Aurélio Quintanilha, seu conterrâneo de Angra do Heroísmo, que acabou por influenciar a orientação das suas leituras e o integrou nos meios anarquistas. Para além de Aurélio Quintanilha, naquele período conviveu com destacados anarquistas, entre os quais António José de Ávila e Neno Vasco.
Na Universidade acompanhado a agitação estudantil que reclamava os cursos livres e a criação de uma Faculdade de Direito em Lisboa. Por essa altura aderiu ao anarquismo, tendo lido, entre outras obras que adquiriu ou lhe foram emprestadas Aurélio Quintanilha, as obras de Piotr Kropotkin e o tratado de Paul Eltzbacher sobre as doutrinas anarquistas.
Em junho de 1914 desistiu da licenciatura em Ciências e mudou-de de Coimbra para Lisboa. Tendo encontrado dificuldades em conseguir emprego, tentou ir para Paris e depois para os Estados Unidos da América, onde tinha familiares. Com esse objectivo, em fins de 1914 voltou para a ilha de São Miguel, nos Açores, para dali seguir para a América do Norte.
As dificuldades de emigração resultantes do desencadear da Primeira Guerra Mundial impediram a concretização desse objectivo. Permaneceu em São Miguel até que terminada a Guerra e cansado de esperar pela ida para os Estados Unidos, regressou a Lisboa em setembro de 1919.
Em Lisboa, com a ajuda do seu conterrâneo Aurélio Quintanilha, que fora seu colega no liceu e na Universidade de Coimbra, foi aceite como colaborador por Alexandre Vieira, diretor do jornal A Batalha, passando a contribuir para aquele jornal com uma secção sobre o movimento sindical e libertário internacional.
Na década de 1920 aderiu aos ideais do anarquismo, passando a militar activamente no movimento anarquista e destacando-se como colaborador da imprensa anarquista e anarco-sindicalista. Após a Primeira Conferência Anarquista da Região Portuguesa, realizada em Alenquer em maio de 1923, de que resultou a constituição da União Anarquista Portuguesa (UAP), Adriano Botelho passou a fazer parte as estruturas dirigentes do movimento anarquista como membro da coordenação da Federação Anarquista da Região Centro, uma das federações regionais em que a UAP estava organizada.
Nesse ano, por sugestão de outro açoriano, também natural de Angra do Heroísmo, António José de Ávila, integrou o grupo que mais tarde se designou O Semeador. Este grupo viria a ser um dos mais produtivos grupos anarquistas da época.
Foi também membro da Confederação Geral do Trabalho, organização anarco-sindicalista criada a 13 de setembro de 1919, para cujo comité confederal foi nomeado em 1926. Manteve-se naquele órgão até 1931, ano em que pediu a demissão e escreveu o folheto intitulado Da Conquista do Poder, obra considerada «“uma demonstração clara e eficiente da inutilidade do Estado».
A pedido de Mário Castelhano, em 1932 voltou a integrar o Comité Confederal da C.G.T., sendo responsável pela criação do comité que preparou a greve geral de 18 de janeiro de 1934, a qual, contudo não contou com a sua presença.
Ao longo das décadas de 1920 e 1930 afirmou-se como um dos mais eficientes colaboradores da imprensa ligada à C.G.T. e às suas estruturas de base sindical. Considerado um «excelente jornalista», não houve nenhum jornal anarquista do tempo com o qual não colaborasse, o mesmo acontecendo com jornais operários como A Batalha, A Comuna, Aurora,  Renovação (1925-1926)  e muitos outros.
Durante a fase inicial do Estado Novo, viveu na clandestinidade e colaborou, anonimamente, no jornal A Batalha. Escandalizado pela  entrada de anarquistas espanhóis para o governo durante a Guerra Civil Espanhola de 1936-1939, o que lhe causou «uma profunda revolta», e afirmasse que não queria voltar a participar na actividade da C.G.T., aceitou pertencer ao grupo que tentou a reconstituição daquela estrutura no final da Segunda Guerra Mundial, tendo feito parte dos comités confederais até ao seu desaparecimento por volta de 1965.
Permanecendo sempre fiel à orientação libertária e sindicalista, voltou à militância no período posterior à Revolução de 25 de Abril de 1974. Colaborou então com o periódico Voz Anarquista e em maio de 1974 publicou o texto Ao Povo Português, onde demonstra alguma esperança na construção da sociedade que tanto almejava, uma «sociedade baseada na completa liberdade dos indivíduos, simplesmente limitada pela liberdade igual dos restantes». No seu conceito, a sociedade pretendida teria como base a «socialização (não nacionalização) de todos os meios de produção (terras, fábricas, minas), entregues aos próprios trabalhadores, para serem utilizados em benefício da colectividade e não de minorias parasitárias». Nessa sociedade seria «abolido o escravizante regime do salariato e cada um produzirá, segundo as suas forças e consumirá segundo as suas necessidades», o que seria aliás «a forma praticada no seio de todas as famílias moralmente constituídas».
Adriano Botelho dedicou quase toda a vida a divulgar os ideais em que acreditava. Nos seus escritos, abordou os mais diversos temas de que são exemplos, a história do movimento operário e anarquista em Portugal, a luta contra o salazarismo, os acontecimentos revolucionários no estrangeiro, nomeadamente os associados à Revolução Russa e à Guerra Civil Espanhola de 1936-1939, a organização e a propaganda anarquista, o sindicalismo, a religião e a ciência. Sendo de relacionamento social difícil, pois mesmo conversar só o fazia e pouco com quem se entendia bem, a sua colaboração com as organizações libertárias foi dada por escrito, «atirando como o semeador com o grão à terra, mas deixando que este se desenvolvesse por si, onde encontrasse terreno propício».
O seu espólio está integrado no Arquivo Histórico-Social, depositado na Biblioteca Nacional de Lisboa.

## Obra
- Ao Povo Português. Almada: Delegação de Almada do Movimento Libertário Português, 1974.